# برنارد ديفيس
برنارد ديفيس (بالإنجليزية: Bernard Davis)‏ هو أحيائي أمريكي، ولد في 7 يناير 1916، وتوفي في 14 يناير 1994.